# Stephanie Griffin
Pour les articles homonymes, voir Griffin.
Stephanie Diane Griffin  est une actrice américaine, née à  Valley City, Ohio (en) dans l'Ohio, le 15 mars 1934. 

## Biographie
Née de Noel et Alice Griffin, elle déménage avec ses deux jeunes sœurs, Michaleine et Patricia et sa  mère à Santa Cruz (Californie) en  1941. Elle fait sa première apparition télévisée en 1954  dans « The Ford Television Theatre» (personnages de Laura et Claire ) , puis en 1955 dans le rôle de Marjorie Forrester sur les quatorze épisodes de « The Great Gildersleeve».
Son seul rôle au cinéma a été celui de Valinda Normand en 1956 dans "La dernière caravane" de Delmer Daves aux côtés de Richard Widmark.
Stephanie Griffin  fut mariée à David March de 1955 à 1956, et à James L. Raskin de 1957 à 1968. Elle vit  dans le comté de Los Angeles, en Californie.

## Filmographie

### Cinéma
- 1956 : La Dernière Caravane (The Last Wagon) : Valinda Normand

### Télévision
- 1955-1956 : The Great Gildersleeve (Série TV) : Marjorie Forrester
- 1956 : Cheyenne (Série TV) : Jenny McKeever
- 1957 : Code 3 (Série TV) : Sally
- 1989 : The Karen Carpenter Story (Téléfilm) : Dr. Brooks